# Hollád
Hollád là một thị trấn thuộc hạt Somogy, Hungary. Thị trấn này có diện tích 8,2 km², dân số năm 2010 là 237 người, mật độ 29 người/km².